# Ribeiradio
Ribeiradio é uma freguesia portuguesa do município de Oliveira de Frades, com 15,17 km² de área e 859 habitantes (censo de 2021). A sua densidade populacional é 56,6 hab./km².

## Geografia e História
Ribeiradio fica situado no Vale de Lafões, atravessado pela EN16 Aveiro-Viseu e na fronteira entre o município de Oliveira de Frades, o distrito de Viseu e, em grosso modo, a antiga província da Beira Alta.
A freguesia e constituida pelas seguintes povoações: Aidos, Alagoa, Aldeia, Aldeia de Cima, Barreiro, Belmonte, Calvário, Carreiro, Carvalho, Casal, Casal Bom, Enviande, Enxertada, Espindelo, Estação, Fundada, Fundo da Vila, Galegas, Gravô, Igreja, Ladário, Lameiro Longo, Moreira, Nogueira, Outeiro, Parada, Paredes, Passos, Pedre,Portela, Quinta do Ladário, Ramalhal, Roçadas, Sobeiros, Soma, Souto Maior, Talho, Torre, Valcouce e Vinhas.
O povoamento e disperso, com diversos aglomerados por toda a encosta da Serra das Talhadas, desde as zonas mais tipicamente montanhosas (Lameiro Longo, Paredes e Alagoa) aos locais situados na margem do Rio Vouga (Pedre, Torre, Casal Bom).
Este território foi ocupado desde há milénios, como comprova a existência de restos de um núcleo castrejo (do tempo dos Celtas) defendido por algumas linhas de muralhas, feitas de pedra miúda (o Castêlo), no lugar de Paredes, bem como de diversos achados arqueológicos nos lugares do Campanário e Igreja.

### Lenda de Ribeiradio
Por ocasião da fome geral que grassou neste reino, no ano de 1681, por via da praga de lagartos e gafanhotos que destroçaram as plantas e arvoredos; o povo desta freguesia levou da igreja matriz, em solene procissão, a imagem de Jesus Cristo crucificado, até à Capela da Senhora Dolorosa, onde invocaram o seu patrocínio para que semelhante flagelo terminasse. Os seus rogos foram ouvidos, tendo a praga desaparecido para sempre.
Em memória deste benefício, o povo prometeu ir todos os anos, no primeiro domingo do mês de marco, à Capela da Senhora, levando a imagem do Crucificado, em procissão ou clamor – como então se dizia.
O inverno de 1706, antecipou-se com chuvas e tempestades,. fazendo com que os frutos, ainda por colher, caissem por terra e aqui apodrecessem em breve tempo.
De novo, o povo recorreu à Santíssima Virgem Dolorosa, visitando-a com a mesma imagem de Jesus Cristo. No dia seguinte, cessou o vento e a chuva, podendo os lavradores fazer as suas vindimas e colheitas.
Em memória deste milagre, os habitantes fizeram votos de levar o mesmo Senhor Crucificado em procissão à capela da Senhora, em todos os domingos de outubro.

## Demografia
A população registada nos censos foi:
| Distribuição da População por Grupos Etários | Distribuição da População por Grupos Etários | Distribuição da População por Grupos Etários | Distribuição da População por Grupos Etários | Distribuição da População por Grupos Etários |
| -------------------------------------------- | -------------------------------------------- | -------------------------------------------- | -------------------------------------------- | -------------------------------------------- |
| Ano                                          | 0-14 Anos                                    | 15-24 Anos                                   | 25-64 Anos                                   | > 65 Anos                                    |
| 2001                                         | 219                                          | 169                                          | 565                                          | 254                                          |
| 2011                                         | 128                                          | 126                                          | 516                                          | 241                                          |
| 2021                                         | 77                                           | 91                                           | 422                                          | 269                                          |

## Património
- Igreja de São Miguel (matriz)
- Casa do Brasileiro
- Via-sacra do Calvário
- Cruzeiro
- Castro do Castelo
- Antas de Paredes de Santo Adrião
- Mamoas do ribeiro Esporão
- Vestígios arqueológicos
- Monte do Cadafaz com cruzeiro e miradouro
- Lugar de Lameiro Longo
- Penedo do Ídolo
- Necrópole megalítica da Vesada do Salgueiro

## Locais Turísticos
Barragem de Ribeiradio

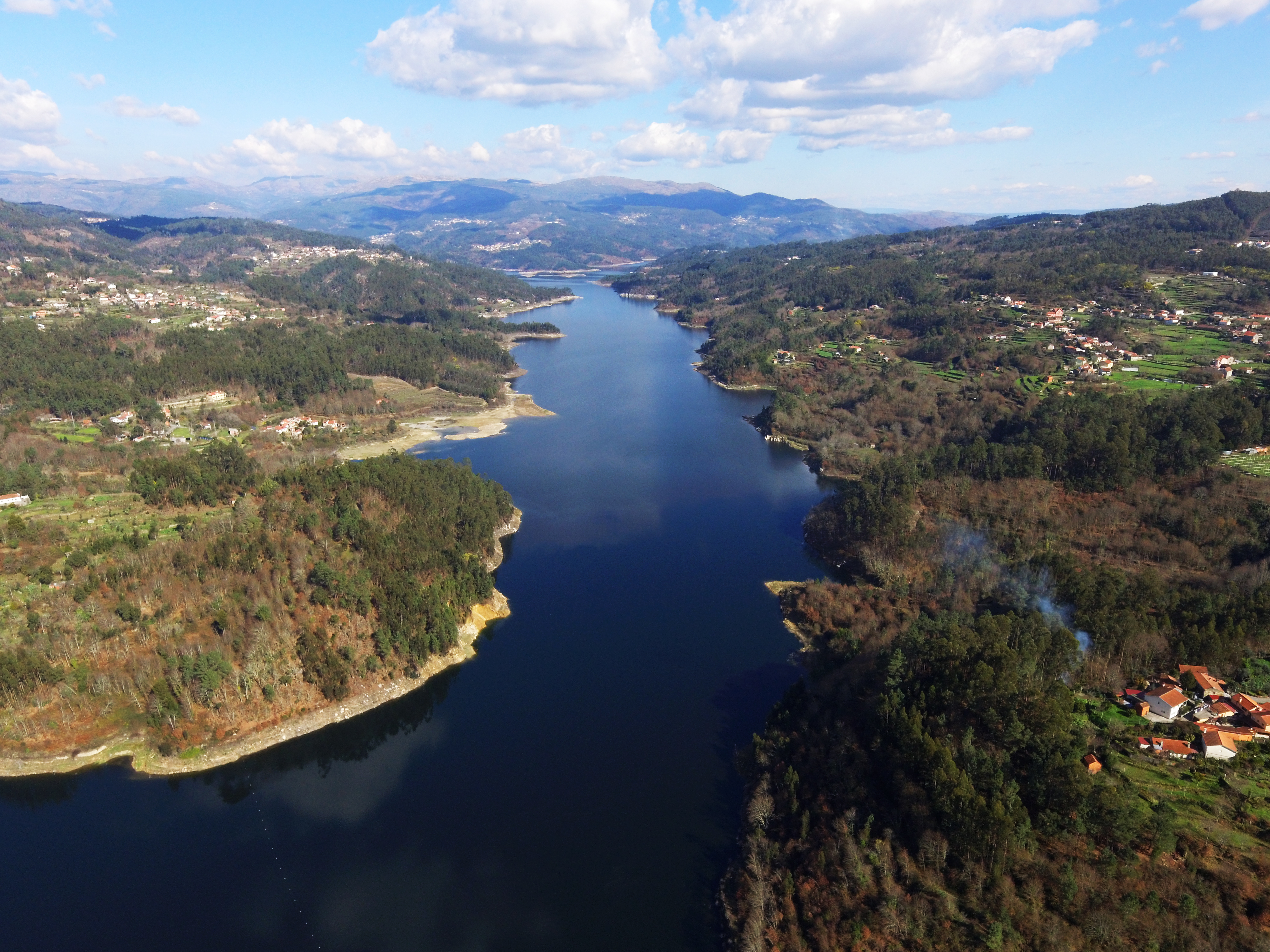
Rio Vouga a banhar as margens de Ribeiradio (dir.) e Couto de Esteves (esq.)

O aproveitamento hidroelétrico de Ribeiradio - Ermida tem como finalidade principal a produção de energia hidroelétrica. Garante ainda os volumes necessários para o abastecimento público, industrial e rega, tanto a jusante do aproveitamento como a partir das albufeiras que foram criadas (Ribeiradio e Ermida). Esta proporciona uma vista incrível sobre o vale que separa as freguesias de Ribeiradio e de Couto de Esteves. Atualmente, procura investir-se na construção, possibilitando o erguer de edifícios públicos que possam permitir a turistas ou mesmo o próprio português desfrutar futuramente de vistas incríveis sob o rio Vouga.

### Serra do Ladário
Do ponto mais alto da Serra pode-se observar a Serra do Caramulo, a Serra de Montemuro, o vale do Vouga e toda a região circundante. Em dias de céu limpo chega-se a ver o mar e a ria de Aveiro. Neste sítio, existe também um marco geodésico e um posto de vigia.

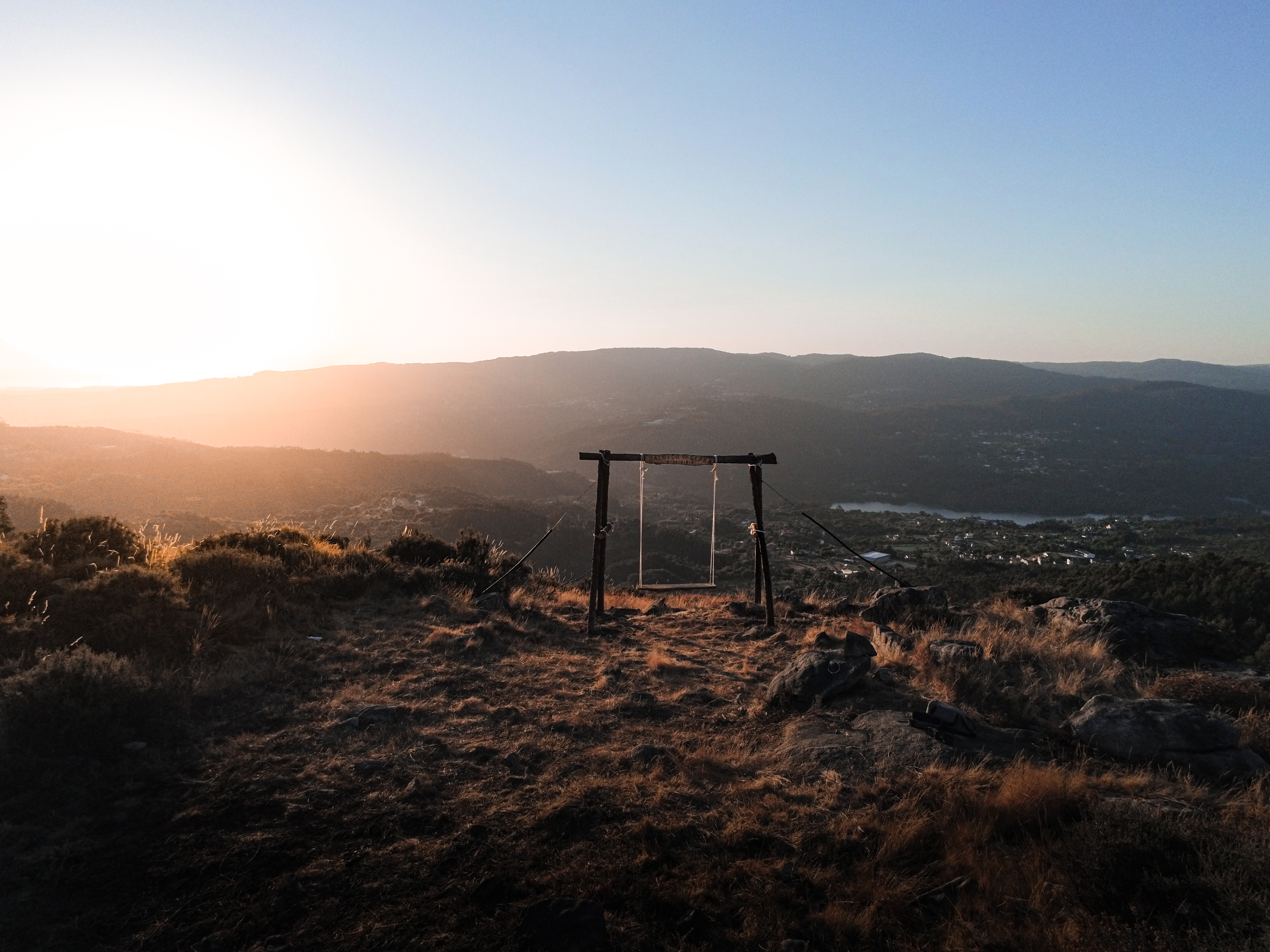
Baloiço da Serra
Situado na Serra do Ladário, o Baloiço da Serra, como o nome indica, situa-se num dos pontos mais altos da mesma. Em dias de boa visibilidade, o local permite(de forma gratuita), ao visitante, observar grande parte da região do Vale do Vouga, tirar fotografias exímias e ainda repor energias.Construído nos finais de Junho de 2020, conjuntamente com mais dois baloiços, unificam a denominada «Rota dos Baloiços», trajeto que procura privar uma maior exploração sobre a freguesia.                              

### Cruzeiro Monte do Cadafaz

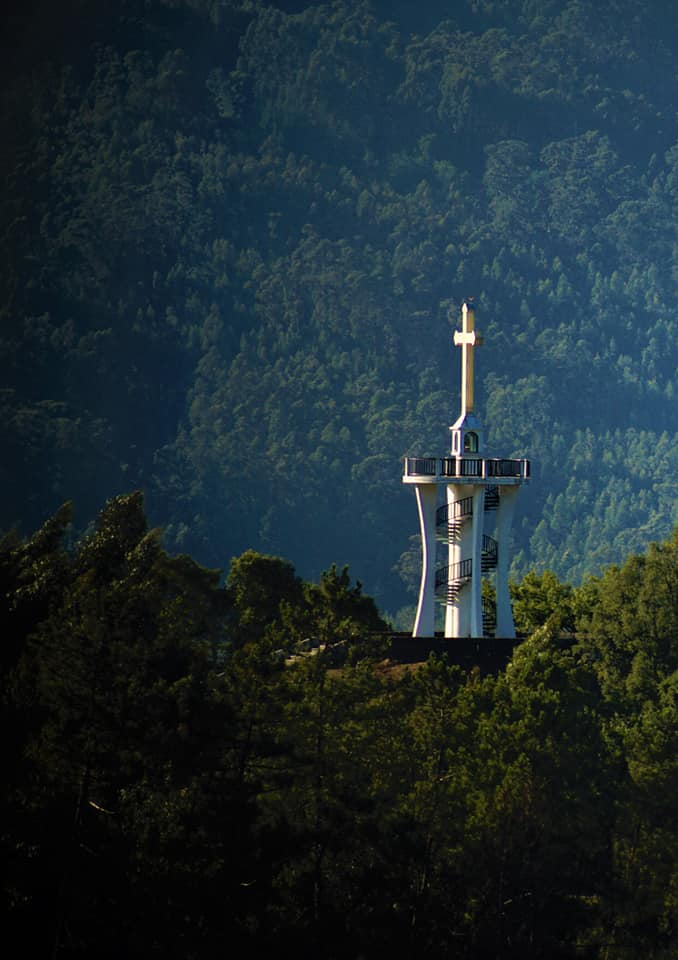
Monte do Cadafaz

Numa elegante elevação montanhosa sobranceira ao centro da freguesia de Ribeiradio e a nascente do Santuário de Nossa Senhora Dolorosa fica o Cruzeiro e Miradouro do Cadafaz. Neste local de vistas maravilhosas sobre toda a freguesia, os mordomos que serviram na Festa da Senhora no ano de 1866 mandaram erigir um Cruzeiro em granito da região. Este Cruzeiro foi benzido em 2 de setembro de 1866, por Provisão do Senhor Bispo de Viseu, D. António Alves Martins. Em 1980, no local do Cruzeiro, foi construído um pequeno monumento em granito, bem enquadrado no local com um pequeno santuário para uma imagem da Senhora Dolorosa e encimado pelo Cruzeiro primitivo. Passam alguns anos e em 1986, vai concretizar-se o que já era ideia assente em 1980: «Construir obra de maior vulto que fosse simultaneamente lugar de convívio, lugar de devoção e um Miradouro donde se pudessem contemplar as inúmeras maravilhas com que Deus contemplou esta região». No monumento ficou a imagem da Nossa Senhora, benzida em 1980 e uma cruz luminosa com 6 metros de altura.